# 파니크
파니크(Panik)는 독일의 록 밴드이다.